# Deividas Stagniūnas

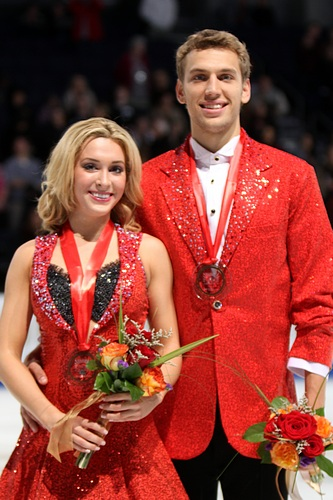

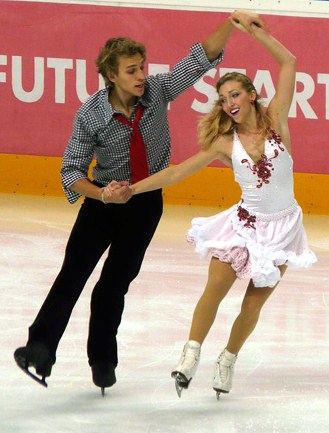
Katherine Copely und Deividas Stagniūnas, 2007

Deividas Stagniūnas (* 28. April 1985 in Kaunas) ist ein litauischer Eiskunstläufer.

## Leben
Stagniūnas mit 5 Jahren hat angefangen, den Eiskunstlauf zu betreiben. Mit 16 Jahren trainierte er in USA. Ab 2001 nahm er an den Sportveranstaltungen im Paar teil. Er tanzte mit amerikanischen Sportlerinnen wie Laura Whipple, Kayla Nichole Frey und Katherine Copely. Ab 2003 war sein Hauptwohnsitz in den Vereinigten Staaten.
2014 nahm Stagniūnas an Olympischen Winterspielen 2014 in Sotschi (Russland) mit Isabella Tobias.

## Leistungen
Mit Isabella Tobias:
| Art                                | 2010–11 | 2011–12 | 2012–13 | 2013–14 |
| ---------------------------------- | ------- | ------- | ------- | ------- |
| Olympische Spiele                  |         |         |         |         |
| Weltmeisterschaft                  | 14      | 18      | 15      |         |
| Eiskunstlauf-Europameisterschaften | 12      | 9       |         |         |
| Skate America                      |         | 3       |         | 7       |
| Rostelecom Cup                     |         | 5       |         |         |
| Nebelhorn Trophy                   | 11      | 5       |         |         |
| NRW Trophy                         | 3       |         |         |         |
| Bavarian Open                      |         |         | 2       |         |
| Golden Spin of Zagreb              |         |         | 4       |         |
| Pavel Roman Memorial               |         |         | 4       |         |
| U.S. International FS Classics     |         |         |         | 7       |
| Finlandia Trophy                   |         |         |         | 4       |
| Meisterschaft Litauens             | 1       | 1       | 1       | 1       |